# 终极快递
终极快递（法語：Coursier）是2010年上映的一部法国喜剧片，由埃尔韦·雷诺阿编剧并执导，吉米·让-路易斯，迈克尔·扬和狄迪尔·弗拉蒙等主演。影片讲述的是巴黎的一个快递员萨姆，在准备参加女友妹妹的婚礼当天，接到一个送加急快递的任务，这份任务使他陷入一个危险的境地。本片于2011年7月2日开始在中国大陆公映。